# Richard Somauroo
Richard Somauroo (* 8. Juni 1969) ist ein mauritischer Snookerspieler.

## Karriere
In der Saison 1993/94 nahm Richard Somauroo an acht Weltranglistenturnieren der Snooker Main Tour teil, erreichte aber lediglich beim Dubai Classic sowie bei den Welsh Open und den International Open die zweite Qualifikationsrunde. Zur Spielzeit 1994/95 wurde er Profi. Nachdem er beim Grand Prix die zweite Qualifikationsrunde erreicht hatte, gelang ihm bei der UK Championship 1994 erstmals der Einzug in die dritte Qualifikationsrunde eines Ranglistenturniers, in der er jedoch gegen Jason Smith verlor. Bei der Weltmeisterschaft 1995 schied er in der zweiten Qualifikationsrunde aus.
In der Saison 1995/96 gelang ihm bei drei Weltranglistenturnieren der Einzug in die vierte Qualifikationsrunde. Nachdem er das Viertrundenspiel bei den German Open 1995 mit 1:5 gegen Pat Kenny verloren hatte, schied er jedoch auch bei den International Open und der WM 1996 in der vierten Qualifikationsrunde aus. In der Saison 1996/97 erreichte er bei zwei Weltranglistenturnieren die fünfte Qualifikationsrunde. Nachdem er sich beim Asian Classic dem Nordiren Dylan Leary mit 3:5 geschlagen geben musste, verpasste er bei den Welsh Open mit einer 4:5-Niederlage gegen Steve Judd nur knapp den Einzug in die Runde der letzten 128. Bei der Weltmeisterschaft 1997 schied er in der zweiten Qualifikationsrunde aus. Obwohl er sich seit 1994 in der Weltrangliste vom 414. Platz auf den 257. Platz verbessern konnte, verlor er zum Saisonende seinen Main-Tour-Platz.
Im Januar 1998 nahm er als Amateurspieler an der Qualifikation zur Snookerweltmeisterschaft 1998 teil und schied dort in der ersten Runde gegen Allister Carter aus. Durch einen 6:0-Sieg gegen Hitesh Naran im Finale des Africa/Middle East Tour Qualifier qualifizierte sich Somauroo für die Main-Tour-Saison 1998/99. Im März 1999 qualifizierte er sich beim China International erstmals für die Runde der letzten 96, in der er Paul Wykes mit 4:5 unterlag. Bei der WM 1999 war er hingegen bereits in der Qualifikation ausgeschieden. Am Saisonende erreichte er mit dem 117. Platz seine beste Platzierung in der Weltrangliste. In der Saison 1999/2000 nahm er lediglich an der Qualifikations zur Weltmeisterschaft 2000, bei der er in der zweiten Runde gegen Richy McDonald verlor, und an einem Turnier der UK Tour teil, bei dem er das Achtelfinale erreichte. Am Saisonende kam er auf den 137. Weltranglistenplatz und fiel damit aus der Main Tour heraus.
Im Februar 2001 nahm Somauroo als Amateur an der Qualifikation zur Weltmeisterschaft teil und schied dort in der dritten Runde aus. Bei den Weltmeisterschaften 2002 und 2003 schied er in der zweiten Qualifikationsrunde aus.
Im Juni 2010 nahm Somauroo am ersten Turnier der neu eingeführten Players Tour Championship teil und unterlag dort in der Vorrunde dem Engländer Kamran Ashraf. Im Mai 2014 versuchte er sich über die Q School für die Main Tour zu qualifizieren, schied aber bei beiden Turnieren in der ersten Runde aus. Im März 2015 wurde er zur World Seniors Championship eingeladen, bei der er ebenfalls in der ersten Runde ausschied.